# Waiting for Herb
Waiting for Herb ist das sechste Album der britischen Folk-Punk-Band The Pogues. Es erreichte in den britischen Alben-Charts den zwanzigsten Platz.

## Geschichte
Waiting for Herb war das erste Album der Band, das ohne den früheren Sänger Shane MacGowan aufgenommen wurde. Für dieses und das nachfolgende Album übernahm der Tin-Whistle-Spieler Peter „Spider“ Stacy den Gesangspart. Er ersetzte damit den ehemaligen The-Clash-Sänger Joe Strummer, der, nachdem MacGowan die Band verlassen hatte, für einige Konzerte Leadsänger der Band wurde.
Da mit MacGowan auch der wichtigste Songwriter der Band verloren gegangen war, wurde diese Aufgabe von den anderen Bandmitgliedern übernommen, z. B. von dem Banjospieler Jem Finer, der bereits vorher der zweitwichtigste Songschreiber war. Weiters schrieben James Fearnley, Andrew Ranken und Darryl Hunt einen Teil des Songmaterials. Für Fearnley waren Sitting on the Top of the World und Drunken Boat (das in einer früheren Version mit dem Namen Moving to Moldova auf dem 2008 erschienenen Boxset Just Look Them Straight in the Eye and Say...POGUE MAHONE! enthalten war) das Debüt als Songwriter für die Pogues.
Andrew Ranken trat auf My Baby’s Gone zum ersten Mal als Leadsänger auf, der Song wurde Deborah Korner gewidmet, der vor den Aufnahmesessions zu Waiting for Herb verstorbenen Ehefrau Rankens. Auf Konzerten der Band wurde My Baby’s Gone von Stacy anstatt von Ranken gesungen.
Mit Waiting for Herb verschwanden die Einflüsse des Irish Folk immer weiter, es ist das zweite Album (nach Peace and Love) ohne eine einzige traditionelle Komposition. Auf dem Album enthalten ist der Song Tuesday Morning, der für die Pogues der erste Top-20-Hit seit Fairytale of New York wurde. Er erreichte in den britischen Single-Charts den achtzehnten Platz. Die zweite aus dem Album ausgekoppelte Single, Once Upon a Time, erreichte Platz 66.

## Titelliste
1. „Tuesday Morning“ (Spider Stacy) – 3:30
2. „Smell of Petroleum“ (Jem Finer) – 3:13
3. „Haunting“ (Terry Woods) – 4:04
4. „Once Upon a Time“ (Finer) – 3:55
5. „Sitting on Top of the World“ (Finer/James Fearnley/Woods) – 3:37
6. „Drunken Boat“ (Fearnley) – 6:38
7. „Big City“ (Darryl Hunt) – 2:41
8. „Girl from the Wadi Hammamat“ (Andrew Ranken) – 4:53
9. „Modern World“ (Hunt) – 3:55
10. „Pachinko“ (Finer) – 3:09
11. „My Baby’s Gone“ (Finer/Ranken) – 2:24
12. „Small Hours“ (Finer) – 4:31

### Wiederveröffentlichung aus dem Jahr 2004
1. „Tuesday Morning“ (Spider Stacy) – 3:30
2. „Smell of Petroleum“ (Jem Finer) – 3:13
3. „Haunting“ (Terry Woods) – 4:04
4. „Once Upon a Time“ (Finer) – 3:55
5. „Sitting on Top of the World“ (Finer/James Fearnley/Woods) – 3:37
6. „Drunken Boat“ (Fearnley) – 6:38
7. „Big City“ (Darryl Hunt) – 2:41
8. „Girl from the Wadi Hammamat“ (Andrew Ranken) – 4:53
9. „Modern World“ (Hunt) – 3:55
10. „Pachinko“ (Finer) – 3:09
11. „My Baby’s Gone“ (Finer/Ranken) – 2:24
12. „Small Hours“ (Finer) – 4:31
13. „First Day of Forever“ – 3:20 (Philip Chevron)
14. „Train Kept Rolling On“ – 3:18 (Ranken)
15. „Paris St. Germain“ – 3:07 (Stacy/Woods)

## Rezeption
| Medium   | Rating                                                              |
| -------- | ------------------------------------------------------------------- |
| Allmusic | Sternsymbol · Sternsymbol · Sternsymbol · Sternsymbol · Sternsymbol |

Zitiert aus dem Allmusic Guide:
„Without Shane MacGowan, the Pogues are a competent Irish folk-rock band with several strong songs, yet they lack the fire of their earlier albums. For the diehard, Waiting for Herb will be necessary, even if it is a little disheartening.“
„Ohne Shane MacGowan sind die Pogues eine kompetente Irish Folk Rock-Band, mit einigen starken Songs, doch ihnen fehlt das Feuer ihrer früheren Alben. Für die eingefleischten Fans wird Waiting for Herb nötig sein, obwohl es etwas entmutigend wirkt.“
Der Allmusic Guide bewertete das Album mit zwei von fünf Sternen.